# Olivia Merry
Olivia Merry (Christchurch, 16 de marzo de 1992) es una jugadora de hockey sobre césped neozelandesa. Juega para la Selección femenina de hockey sobre césped de su país. Compitió en el torneo de hockey de mujeres en los Juegos de la Mancomunidad de 2014 donde ganó una medalla de bronce.